# سفارت لهستان در کپنهاگ
سفارت لهستان در کپنهاگ (به لاتین: Embassy of Poland) یک سفارت در دانمارک است که در گنتافته، کمون دانمارک واقع شده‌است.